# Civilization V: Nowy wspaniały świat
Civilization V: Nowy wspaniały świat (ang. Sid Meier's Civilization V: Brave New World) – drugi po Bogach i królach oficjalny dodatek do strategicznej gry turowej Civilization V.

## Wprowadzone zmiany

### Nowe cywilizacje
W dodatku Nowy wspaniały świat dodano dziewięć nowych cywilizacji. Ponadto dodatek zawiera cywilizację Etiopii z poprzedniego dodatku Bogowie i królowie.

### Ideologie
Ideologie są podzielone na trzy kategorie: ład, autokracja oraz swobody. Każda z kategorii posiada 16 praw podzielonych na 3 poziomy. Zostają one odblokowane w grze po osiągnięciu Epoki Współczesnej lub wybudowaniu trzech fabryk. 
Odblokowanie ideologii znacząco wpływa na rozwój cywilizacji oraz na relacje z innymi państwami. Ponadto dają graczowi premię do określonych metod zwycięstwa.

### Szlaki handlowe
Szlaki handlowe są podzielone na dwie kategorie: międzynarodowy i wewnętrzny. Szlak międzynarodowy służy do zarabiania pieniędzy, zdobywania punktów technologicznych oraz do religii. Szlaki wewnętrzne wpływają na rozwój miast gracza. 
Są one ograniczone zasięgiem oraz maksymalną liczbą szlaków.

### Kongres światowy
Kongres światowy zostaje udostępniony, gdy któraś z cywilizacji odkryje wszystkie narody oraz prasę drukarską. Każda z cywilizacji posiada określoną liczbę głosów. Jeśli połowa państw dotrze do epoki atomowej lub jedna z cywilizacji awansuje do epoki informacji, to kongres zostaje przekształcony w Organizację Narodów Zjednoczonych i zostaje odblokowana możliwość wyboru przywódcy światowego, co jest równoznaczne ze zwycięstwem dyplomatycznym.

### Zwycięstwo kulturowe
Do zdobycia zwycięstwa kulturowego w Nowym wspaniałym świecie zostały oddane dwie nowe mechaniki: dzieła kulturowe oraz archeologia. Dzieła kulturowe mogą być tworzone przez wielkich malarzy lub muzyków i przedstawiane w odpowiednich budynkach wybudowanych w mieście. Archeolodzy mogą szukać antyków na mapie, które mogą zostać przekazane do muzeum. 
Antyki można znaleźć głównie w miejscach, w których w przeszłości gry odbywała się bitwa lub istniała jakaś cywilizacja lub miasto.

### Inne zmiany
- Dwa nowe scenariusze: wojna secesyjna oraz podbijanie terenów Afryki[1]
- Osiem nowych cudów świata[1]
- Nowe technologie i ustroje społeczne[1]

## Odbiór gry
Civilization V: Nowy wspaniały świat zostało bardzo pozytywnie przyjęte. Na portalu IGN dodatek otrzymał 9,4/10, a na Gry-Online 9/10. W serwisie Metacritic Nowy wspaniały świat posiada ocenę 85% na podstawie 55 recenzji.